# Плавка

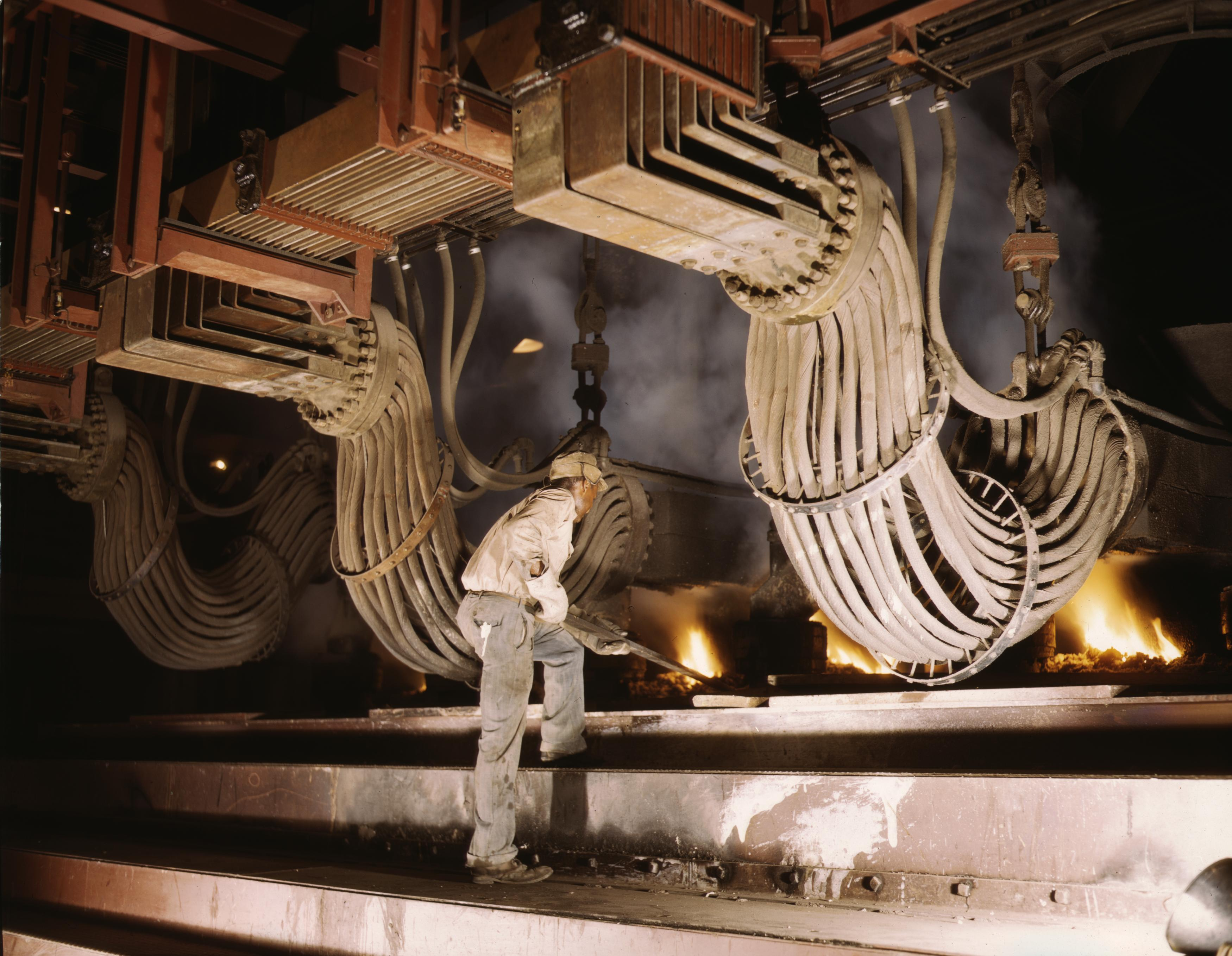
Электрическая печь для плавки фосфатов на химическом заводе TVA (1942)

Плавление (плавка, выплавка) — это тепловая обработка руды для выделения из неё металла. Является формой добывающей металлургии. Процесс плавления используется для извлечения многих металлов из их руд, в том числе серебра, железа, меди и других неблагородных металлов. В ходе плавления используется тепло и химический восстановитель для разложения руды, удаления других элементов в виде газов или шлака, в результате чего остаётся металлическая основа. Восстановителем обычно является источник углерода, такой как кокс, или, в более ранние времена, древесный уголь.
Углерод (или получаемый из него монооксид углерода) удаляет из руды кислород, оставляя металлические элементы. Таким образом, углерод окисляется в два этапа, производя вначале монооксид углерода, а затем двуокись углерода. Поскольку большинство руд содержат примеси, часто необходимо использовать флюс, такой как известняк, для удаления сопутствующей породы в виде шлака.
Особняком стоит электролитическое восстановление алюминия.
Рабочие, занятые в плавлении металлов, нередко страдают респираторными заболеваниями, препятствующими их способности выполнять физические задачи, требуемые их работой.

## История
Из семи металлов, известных в древности, только золото регулярно находили в чистой форме в естественной среде. Остальные — медь, свинец, серебро, олово, железо и ртуть — встречаются прежде всего как минералы, хотя медь иногда встречается в самородном состоянии в коммерчески значимых количествах. Эти минералы представляют собой прежде всего карбонаты, сульфиды, или оксиды металла, смешанные с другими компонентами, такими как диоксид кремния и оксид алюминия. Обжиг карбонатных и сульфидных минералов в воздухе превращает их в оксиды. Оксиды, в свою очередь, путём плавления дают металл. Угарный газ был (и остаётся) восстанавливающим агентом для плавки. Он образуется во время нагрева и вступает в реакцию с рудой.
В Старом Свете люди научились плавить металлы в доисторические времена, более 8000 лет назад. Открытие и использование «полезных» металлов — меди и бронзы сначала, а несколько тысячелетий спустя и железа — оказали огромное влияние на человеческое общество. Воздействие было настолько важным, что учёные традиционно делят древнюю историю на каменный, бронзовый и железный век.
На американском континенте выплавку меди и серебра освоили цивилизации, существовавшие в центральных Андах и Перу до инков, и по крайней мере за шесть столетий до того, как первые европейцы прибыли в XVI веке, в то время как плавление металлов, таких как железо, там так и не было освоено.

### Олово и свинец
В Старом Свете первыми научились выплавлять олово и свинец. Самые ранние известные современным историкам литые свинцовые бусины были обнаружены на месте древнего поселения Чатал-Хююк в Анатолии (Турция) и датированы примерно 6500 годом до нашей эры, но металл, возможно, был известен ранее. Поскольку открытие произошло за несколько тысячелетий до изобретения письменности, нет никаких письменных свидетельств, как это было сделано. Тем не менее, олово и свинец - легкоплавкие металлы, их можно плавить просто поместив руду в дровяной огонь, так что, возможно, люди научились получать их случайно.
Свинец — обычный металл, но его открытие имело относительно небольшое влияние на историю древнего мира. Он слишком мягкий для использования в строительстве или для производства оружия, хотя его высокая плотность по сравнению с другими металлами делает его идеальным в качестве снарядов для пращи. Однако, поскольку свинец легко отливать и формировать, в Древней Греции и Древнем Риме его широко использовали для изготовления труб и резервуаров для хранения воды. Свинец также использовали в качестве раствора при сооружении каменных зданий. Олово было гораздо менее распространено, чем свинец.

### Медь и бронза
Следующим после олова и свинца металлом, который люди научились плавить, по-видимому, была медь. Как произошло это открытие, точно не известно. Обычные дровяные костры не могли дать необходимую для плавления меди температуру, поэтому некоторые исследователи предполагают, что первая выплавка меди могла произойти в керамических печах. Развитие плавки меди в Андах, которое, как считается, произошло независимо от Старого Света, возможно, произошло таким же образом. Самые ранние свидетельства плавки меди, датируемые между 5500  и 5000 годом до н.э., были найдены в Плочнике и Беловодье (Сербия).
Сплав меди с оловом и / или мышьяком в правильных пропорциях даёт бронзу — сплав, который значительно твёрже меди. Первые бронзовые изделия из сплава меди и мышьяка относятся к 4200 году до н.э. и были обнаружены в Малой Азии. Также бронзовые сплавы, независимо от европейцев, умели делать инки. Мышьяк часто является примесью в медных рудах, поэтому открытие могло быть сделано случайно. В конечном итоге мышьяковистые минералы стали намеренно добавлять во время плавки.
Медь-оловянные бронзы, более твёрдые и долговечные, были разработаны около 3200 г. до н.э., также в Малой Азии. Как кузнецы научились производить бронзу из сплава меди и олова, неизвестно. Однако к 2000 году до нашей эры люди добывали олово специально для производства бронзы, что удивительно, учитывая, что олово является полурезонансным металлом, и даже богатая руда касситерита имеет только 5% олова. Также олово требует специальных навыков (или специальных инструментов), чтобы найти его. Однако ранние народы узнали об олове и поняли как его использовать, чтобы сделать бронзу уже к 2000 году до нашей эры.
Начало производства меди и бронзы, а также изделий из них, оказало значительное влияние на историю Старого Света. Эти металлы были достаточно тверды, чтобы делать из них оружие, оказавшееся более устойчивым к ударам, чем древесные, костяные или каменные эквиваленты. В течение нескольких тысячелетий бронза была основным материалом для производства оружия, такого как мечи, кинжалы, боевые топоры, наконечники копий и стрел, а также защитного снаряжения, такого как щиты, шлемы, доспехи и прочее. Бронза также вытеснила камень, дерево и органические материалы при производстве инструментов и бытовой утвари, таких как долота, пилы, тесла, гвозди, ножницы, ножи, швейные иглы и булавки, кувшины, кухонные горшки и котлы, зеркала и конская упряжь. Олово и медь также способствовали созданию торговых сетей, которые охватывали большие районы Европы и Азии, и оказали большое влияние на распределение богатства между отдельными лицами и странами.

### Железо
Самым ранним свидетельством изготовления железа является небольшое количество фрагментов железа с соответствующим количеством углеродной примеси, обнаруженной в протохеттских слоях в Каман-Калехююке (Турция) и датированное 2200-2000 до н.э. Souckova-Siegolová (2001) показывает, что железные орудия были сделаны в Центральной Анатолии в очень ограниченных количествах около 1800 года до н.э. и в основном использовались элитой во времена позднехеттских царств (~ 1400-1200 гг. до н.э.).
Археологи обнаружили признаки работы с железом в Древнем Египте где-то между третьим переходным периодом и XXIII династией (около 1100-750 гг. до н.э.). Примечательно, однако, что они не нашли доказательств плавки железной руды в любой (pre-modern) период. Возможно, в 1200 году до н.э. в Западной Африке умели плавить и обрабатывать железо. К тому же, очень ранние экземпляры углеродистой стали были созданы примерно за 2000 лет до настоящего времени на северо-западе Танзании на основе сложных принципов предварительного нагрева. Эти открытия важны для истории металлургии.
Наиболее ранние процессы в Европе и Африке включали выплавку железной руды в сыродутной печи, где температура поддерживается достаточно низкой, чтобы железо не плавилось. Это производит губчатую массу железа, называемую «цветком», которую затем надо укреплять молотом для производства кованого железа. Самые ранние доказательства плавки железа на сегодняшний день обнаружены в Телль-Хамме (Иордания) и относятся к 930 году до н.э. (C14-датировка).
В Средневековье процесс выплавки железа значительно изменился. Люди стали использовать доменные печи для производства передельного чугуна, который затем подвергали дополнительной обработке для получения ковкого чугуна. Процессы второго этапа включали в себя очистку металла в кузнечном горне и, после начала промышленной революции, пудлингование. Оба процесса в настоящее время устарели, и кованое железо сейчас редко производится. Вместо этого малоуглеродистая сталь производится с помощью бессемеровского процесса или другими способами, включая процессы с предварительным восстановлением железа, такие как Corex.

## Базовые металлы

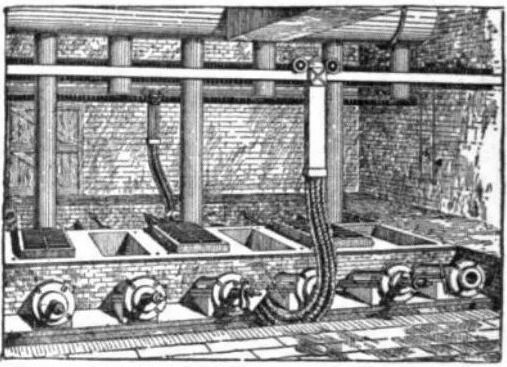
British Aluminium в конце 1880-х производила алюминий, используя процесс Поля Эру. Производство алюминия в Сток-апон-Трент (Англия).

Руды из неблагородных металлов (они же базовые или промышленные) часто являются сульфидами. В последние столетия для их выплавки использовались реверберационные печи, которые удерживают топливо и плавку раздельно. Традиционно они использовались для выполнения первой стадии: образование оксидного шлака, содержащего большинство примесных элементов, и сульфидный штейн, содержащий сульфид металла с некоторыми примесями. Такие «реверберационные» печи сегодня имеют длину около 40 м, высоту 3 м и ширину 10 м. Топливо сжигается на одном конце, а тепло расплавляет сухие сульфидные концентраты (обычно после частичного обжига), которые подаются через отверстия в крыше печи. Шлак плавает поверх более тяжёлого штейна и удаляется, отбрасывается или рециркулируется. Затем сульфидный штейн отправляется в конвертер. Точные детали процесса варьируются от одной печи к другой в зависимости от минералогии рудного тела.
В то время как реверберационные печи были очень хороши при производстве шлаков, содержащих очень мало меди, они оказались слишком энергозатратны и получали низкую концентрацию диоксида серы в их отходящих газах, что затрудняло её удаление, и были вытеснены новым поколением технологий плавки меди. Более современные печи были спроектированы на основе плавильных ванн с использованием литьевых форсунок, технологии взвешенной плавки и доменных печей. Некоторые примеры плавильных ванн включают в себя печь Норанда, печь ISASMELT, реактор Теньенте, печь Ванюкова и технологию SKS. Взвешенная плавка применяется на более чем 50% мировых медеплавильных заводов. Существует ещё много разновидностей процессов плавки, включая Kivset, Ausmelt, Tamano, EAF и BF.

## Экологические последствия
Плавление металлов оказывает серьёзное воздействие на окружающую среду из-за выхода токсичных металлов в атмосферу и производства избыточных отходов, таких как сточные воды и шлаки. А также выделения металлов в газообразной форме, таких как медь, серебро, железо, кобальт и селен. Двуокись серы является ещё одним важным газообразным соединением, которое выделяется в процессе плавки и способствует ухудшению окружающей среды, ввиду того, что может привести к образованию кислотных дождей и, в свою очередь, к подкислению почвы и водной среды.